# Estádio Valdir Doilho Wons
Estádio Municipal Valdir Doilho Wons é um estádio de futebol localizado no município de Nova Mutum, no estado do Mato Grosso. A arena fica situada na Rua dos Tamarindos, n. 134, no bairro Colina II, tem capacidade para 1.000 espectadores e foi inaugurada em agosto de 2020.
O estádio é a casa do Nova Mutum Esporte Clube.